# Oberleutnant
Oberleutnant (OF-1a) este cel mai înalt grad de ofițer locotenent în cadrul forțelor armate ale Germaniei (Bundeswehr), Forțelor Armate Austriece și Armatei Elveției.

## Istoric
În Armata Germană, acest grad a fost introdus la începutul secolului al XIX-lea. Tradus ca „locotenent major”, rangul este acordat unor ofițeri, de obicei, după cinci-șase ani de serviciu militar activ. 
Gradul de Oberleutnant este folosit de Armata Germană și de Forțele Aeriene Germane. În sistemul NATO un Oberleutnant german este echivalent cu un locotenent I sau porucic din Armatele/Forțele Aeriene ale națiunilor aliate.
Alte utilizări
Rangul echivalent din Marina Germană poartă denumirea de Oberleutnant zur See.
În Germania Nazistă, în SS, SA și Waffen-SS, gradul de Obersturmführer  a fost considerat a fi echivalentul celui de Oberleutnant din Armata Germană.
| Însemnele gradului de Oberleutnant/Oberleutnant zur See (OF-1a) | Însemnele gradului de Oberleutnant/Oberleutnant zur See (OF-1a) | Însemnele gradului de Oberleutnant/Oberleutnant zur See (OF-1a) | Însemnele gradului de Oberleutnant/Oberleutnant zur See (OF-1a) | Însemnele gradului de Oberleutnant/Oberleutnant zur See (OF-1a) | Însemnele gradului de Oberleutnant/Oberleutnant zur See (OF-1a) | Însemnele gradului de Oberleutnant/Oberleutnant zur See (OF-1a) | Însemnele gradului de Oberleutnant/Oberleutnant zur See (OF-1a) | Însemnele gradului de Oberleutnant/Oberleutnant zur See (OF-1a) | Însemnele gradului de Oberleutnant/Oberleutnant zur See (OF-1a) |
| --------------------------------------------------------------- | --------------------------------------------------------------- | --------------------------------------------------------------- | --------------------------------------------------------------- | --------------------------------------------------------------- | --------------------------------------------------------------- | --------------------------------------------------------------- | --------------------------------------------------------------- | --------------------------------------------------------------- | --------------------------------------------------------------- |
|                                                                 |                                                                 |                                                                 |                                                                 |                                                                 |                                                                 |                                                                 |                                                                 |                                                                 |                                                                 |
| Uniformă de serviciu (formă de bază) (Corpuri de blindate)      | Uniformă de câmp (Infanterie)                                   | San OA                                                          | Uniformă de serviciu (formă de bază)                            | Uniformă de câmp                                                | San OA                                                          | Epolet                                                          | Însemne pe mânecă                                               | Însemne cusute pe uniformă                                      | San OA                                                          |